# Nu (ethnie)
Pour les articles homonymes, voir Nu.

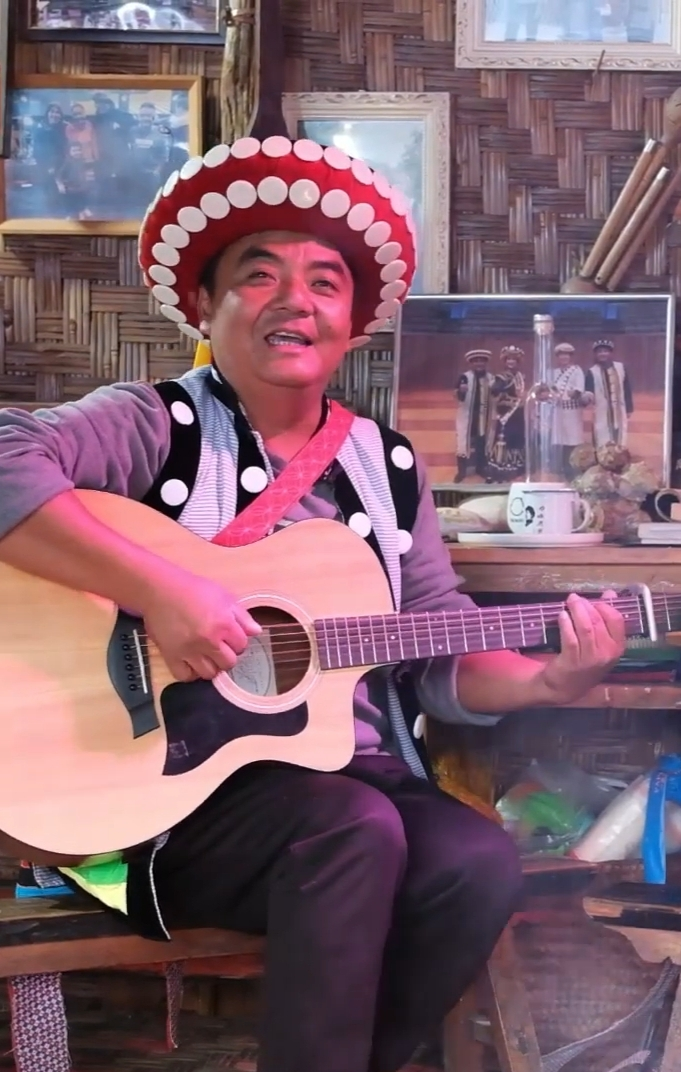

Les Nu (chinois: 怒族; pinyin: nù zú) sont un des 56 groupes ethniques officiellement reconnus par la république populaire de Chine. Ils se répartissent en groupes du nord, du centre et du sud. Leur territoire est une région de hautes montagnes et de vallées profondes traversées par les rivières Lancang, Dulong et Nujiang. Ils tirent leur nom de cette dernière rivière.
Au nombre de 28 759 individus au recensement de 2000, ils vivent principalement dans la province du Yunnan, dans les districts de Gongshan, Fugong, Lanping et Lushui qui forment la préfecture autonome lisu de Nujiang, aux côtés des Lisu, Derung, Tibétains, Naxi, Bai et Han. On en trouve aussi dans le district de Weixi de la préfecture autonome tibétaine de Dêqên dans la province du Yunnan.
Ils utilisent la langue nu et l’écriture chinoise.

## Langue
La langue nu comprend trois dialectes appartenant au groupe tibéto-birman de la famille des langues sino-tibétaines. Les dialectes diffèrent tellement entre eux que la communication entre personnes de dialectes différents est impossible. En raison de leur proximité avec les Han et les Lisu la plupart des Nu peuvent parler chinois et la langue lisu. Sans langue écrite propre, le peuple Nu utilise maintenant le chinois.
Une autre source indique que les Nu regroupent des locuteurs de deux groupes de langues tibéto-birmanes apparentées seulement de loin : une langue lolo-birmane et une autre apparentée au trong.

## Habillement
Les femmes portent en général des tuniques à manches, de lin ou de coton, qui se boutonnent sur le côté gauche, par-dessus de longues jupes. Les jeunes filles portent un tablier sur leur tunique. Elles aiment porter des colliers de perles plastiques colorées. Certaines portent des bijoux de tête ou de poitrine avec des chapelets de corail, d’agate, de coquilles et de pièces d’argent. Elles portent de grosses boucles d’oreille en cuivre qui tombent sur leurs épaules.
Les hommes portent des tuniques de lin à manches et des shorts ; souvent ils ont un pendentif de corail à l’oreille gauche et portent une machette à la taille. Quand ils sortent, ils portent fréquemment des machettes, des arcs, un carquois de flèches en feutre, ce qui les rend chevaleresques et héroïques. Ils portent aussi des turbans noirs qui enveloppent la tête bien qu’ils aient les cheveux courts.

## Mode de vie
Les Nu construisent leurs maisons soit en bambou soit avec des planches. Leurs maisons comprennent deux étages, le rez-de-chaussée étant une grange où vivent les animaux et où est stocké le fourrage, tandis que le premier étage sert d’espace d’habitation. Les pièces intérieures servent de chambre et de pièces de rangement, les pièces extérieures comprennent la cuisine et la salle commune où sont reçus les invités.
Les Nu sont essentiellement des agriculteurs. Ils utilisent des outils agricoles en bois et en bambou. Leurs cultures principales comprennent le maïs, l’orge, la pomme de terre, l’igname et les haricots. La productivité est faible en raison des méthodes utilisées et de l’absence d’engrais. Comme complément à leur nourriture, les Nu chassent et pêchent.

## Religion et culture
Les Nu pratiquent le bouddhisme tibétain et un animisme tribal, proche de la nature. Récemment une petite minorité s’est convertie au christianisme. Le lamaïsme est particulièrement pratiqué par les Nu du nord. Le groupe du centre et du sud pratiquent plutôt l’animisme.
Les Nu célèbrent principalement la fête tribale des fleurs, dans la zone de Gongshan de la province du Yunnan. Selon le calendrier chinois lunaire, la fête se situe le 15 mars et dure trois jours. La fête suit la légende de la rivière Nu qui débordait souvent dans le passé. Une fille Nu, qui s’appelait A-Rong, inspirée par une toile d’araignée, créa une espèce de pont de corde par lequel les gens pouvaient aisément traverser la rivière. Désirant la belle A-Rong, le chef de la tribu Hou essaya de la forcer à se marier avec lui. Cependant, A-Rong ne le voulait pas et s’échappa dans la montagne où elle se transforma en statue dans une cave. C’est pour l’honorer que les Nu célèbrent la Fête des fleurs le 15 mars chaque année.
Pour la fête, les gens vont ramasser des bouquets d’azalées et en feront l’offrande à la fée de la cave. Après la cérémonie, les gens trinquent à la maison, et les personnes de tous ages s’habillent dans leur costume de cérémonie et portent des fleurs fraîchement coupées. Ils se rassemblent pour chanter, danser et se raconter des histoires. Des jeux de ballons cousins proches du football, des compétitions à l’arc font partie des cérémonies.
Une autre fête est celle de Jijilamu, la fête de printemps, qui dure environ 15 jours entre la pleine lune de décembre et celle de janvier. Elle est célébrée principalement par les Nu des districts de Bijiang, Fugong, Gongshan, Lanping et Weixi dans la province du Yunnan, bien que le Losar, nouvel an tibétain, soit célébré par les bouddhistes tibétains Nu.
La veille de la fête, chaque famille dans chaque village tue le porc, fait des raviolis, prépare le vin et nettoie sa propre cour. Le soir du nouvel an, avant de manger, ils mettent du maïs et des plats de nourriture sur un barbecue à trois pieds. Au sommet des trois pieds, ils mettent trois coupes et trois morceaux de viande, puis les membres de la famille, jeunes ou vieux, prient pour de bonnes récoltes et du bon bétail pour l’année à venir.